# Scott Macaulay
Scott Macaulay, född 23 november 1990 i Winnipeg, Manitoba, är en kanadensisk ishockeyback som spelar för Stavanger Oilers i GET-ligaen.